# Tónlistinn
Tónlistinn (pol. Muzyka) – islandzka lista przebojów składająca się z czterdziestu piosenek najczęściej granych przez pięć największych stacji radiowych w Islandii (Bylgjan, FM 957, Xið 977, Rás 2 i K100) oraz odtwarzanych w serwisie streamingowym Spotify przez użytkowników zalogowanych na terenie Islandii. Jest publikowana co tydzień na stronie Félag Hljómplötuframleiðenda (FHT), stowarzyszenia które jest członkiem organizacji IFPI.
Lista nie jest publicznie archiwizowana, dostęp do starszych notowań niż z aktualnego tygodnia można uzyskać tylko przy pomocy Wayback Machine.

## Kryteria certyfikacji
Na oficjalnej stronie gdzie publikowane są notowania można także zapoznać się z utworami i albumami, które otrzymały certyfikaty według poniższych kryteriów:
| Okres                             | Uwagi  | Kryteria (w tys. egzemplarzy) | Kryteria (w tys. egzemplarzy) | Kryteria (w tys. egzemplarzy) |
| Okres                             | Uwagi  | Złota płyta                   | Platynowa płyta               | Diamentowa płyta              |
| --------------------------------- | ------ | ----------------------------- | ----------------------------- | ----------------------------- |
| publikowane przed 31 grudnia 1974 | Albumy | 2,5                           | ×                             | ×                             |
| 1 stycznia 1975 – 31 grudnia 1986 | Albumy | 5                             | 10                            | ×                             |
| 1 stycznia 1987 – 31 grudnia 1993 | Albumy | 3,5                           | 7,5                           | ×                             |
| 1 stycznia 1994 – 31 grudnia 2014 | Albumy | 5                             | 10                            | ×                             |
| 1 stycznia 2015 – 31 grudnia 2017 | Albumy | 3,5                           | 7                             | ×                             |
| 1 stycznia 2018 – do teraz        | Albumy | 2,5                           | 5                             | 50                            |
| publikowane przed 1 stycznia 2021 | Single | 5                             | 10                            | ×                             |
| 1 stycznia 2021 – do teraz        | Single | 7,5                           | 15                            | ×                             |